# Commercy
Commercy (tedesco: Commarchen) è un comune francese di 5 352 abitanti situato nel dipartimento della Mosa nella regione del Grande Est.

## Geografia fisica
Commercy è situata nella valle della Mosa e sta a metà strada fra Bar-le-Duc ad ovest e Nancy. È attraversata dalla strada dipartimentale n. 964 che la collega alla strada statale (Route Nazionale) n. 4 che passa a circa 9 km a sud della città. È sede di stazione ferroviaria sulla linea per Toul e Nancy, quale ramo collegato alla tratta ferroviaria Parigi – Strasburgo nella stazione di smistamento di Lérouville, 9 km a nord della città.

## Storia
La zona fu occupata dall'uomo fin dal paleolitico. Vi sono poche tracce della città che risalgano ad un periodo anteriore al IX secolo. Il nome della città è mutato più volte: le denominazioni più significative furono Commarchia (che significa: "sulla marca" cioè alla frontiera) e Commercium (denominazione medioevale). Giovanni di Sarrebrück concesse alla città nel 1324 la sua "carta di affrancamento" nella quale è inserito il motto della città stessa: Qui mesure, dure (Chi si limita, dura). Il cardinale Jean-François Paul de Gondi ricevette in eredità la signoria di Commercy nel 1640 e vendette i suoi diritti di sovranità feudale ad Anna di Lorena, principessa di Lillebonne nel 1679. La principessa trasmise a sua volta i relativi diritti al fratello Carlo Enrico di Lorena, principe di Vaudémont nel 1708. Morto quest'ultimo nel 1723 la signoria tornò ai duchi di Lorena nella persona di Leopoldo I di Lorena. La duchessa vedova Elisabetta Carlotta, partito il figlio Francesco Stefano III di Lorena per la Toscana, della quale era divenuto granduca a seguito degli accordi che conclusero la Guerra di successione polacca, ricevette la signoria come una concessione di esiliata. Alla sua morte Stanislao Leszczyński, nuovo duca di Lorena e di Bar, si stabilì temporaneamente a Commercy abbellendola di splendidi giardini.

## Economia

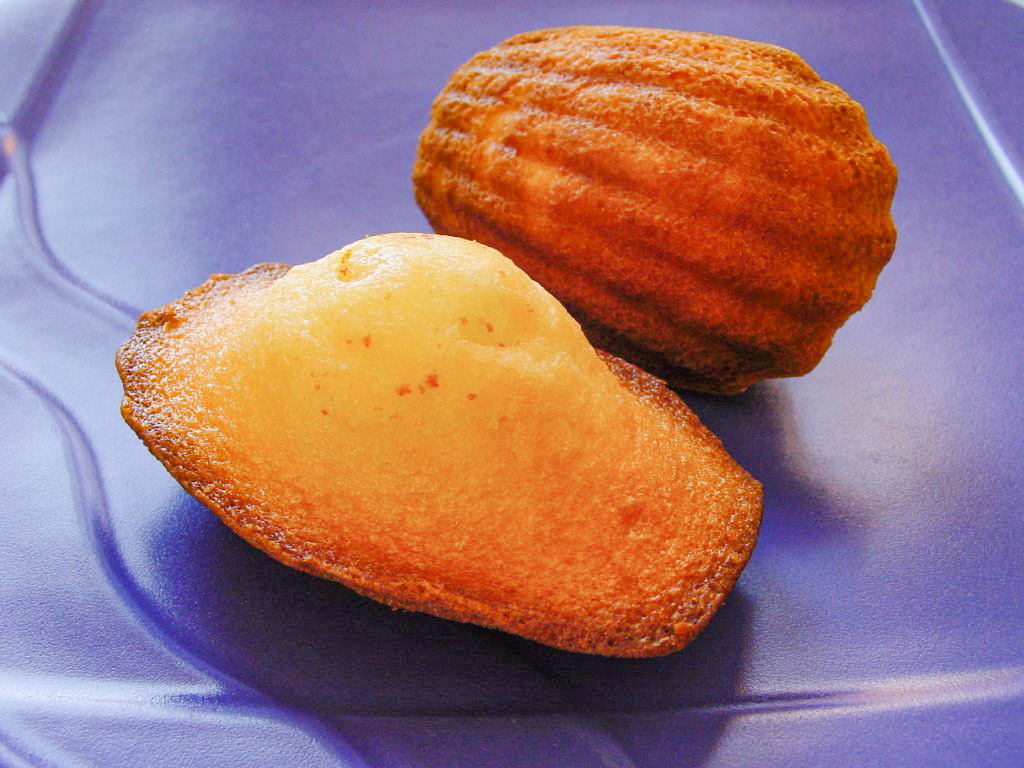
Le autentiche madeleine di Commercy

L'economia della città si basa sulla siderurgia e sulla metallurgia nonché sulla produzione alimentare. Le famose madeleine (o madeleinette) sono una specialità di Commercy.

## Società

### Evoluzione demografica
Abitanti censiti

## Amministrazione

### Gemellaggi
- Cologno al Serio